# Estação Ecológica dos Caetetus
A Estação Ecológica dos Caetetus é uma estação ecológica estadual de São Paulo, sendo a segunda maior do estado. É o maior fragmento de floresta da região de Gália e portanto, importante no conhecimento acerca dos ecossistemas originais da região. É habitat de mamíferos de grande porte, como a onça-parda, a anta e o caititu. Destaca-se por ser um dos últimos locais onde ainda existe o mico-leão-preto.
A Estação Ecológica dos Caetetus é uma Unidade de Conservação sob a administração do Governo do Estado de São Paulo, através da Secretaria do Ambiente - Instituto Florestal. Localizada entre os Municípios de Gália e Alvinlândia, foi criada originalmente como Reserva Florestal através do Decreto nº 8.346 de 09/08/1976, sendo posteriormente transformada em Estação Ecológica através do Decreto 26.718 de 06/02/1987; é considerada a segunda maior reserva do Estado de São Paulo.
A unidade conta com uma área total de 2.178,86 hectares de Floresta Estacional Semidecidual (Mata Atlântica de Interior) protegidos por lei, de acordo com o SNUC – Sistema Nacional de Unidades de Conservação da Natureza (Lei 9.985/00). Por isso, o acesso à área é permitido apenas com objetivos de educação ambiental e pesquisas científicas, sempre com visitas monitoradas e previamente autorizadas pela administração da unidade.
A Estação Caetetus protege o ecossistema da mata atlântica, abrigando espécies da fauna como o mico-leão–preto, a onça parda, o cateto, o queixada, dentre outros. A biodiversidade existente é ampla: são encontradas centenas de espécies de passeriformes, dentre eles sabiás, azulões, canários da terra, maritacas, papagaios, tucanos, aves de rapina, gaviões, corujas, além de mamíferos como a anta, capivara, pacas, cutias, animais carnívoros como a onça parda, cachorro e gato do mato, e dentre os primatas, o mico-leão-de-cara-preta, saguis, entre tantos outros de inestimável valor para a sustentabilidade.
Na floresta da unidade, encontram-se árvores com mais de 30 metros de altura, de espécies como o jequitibá-branco, a cabreúva, a peroba, o jatobá, o guaritá, o cedro, o pau-marfim etc. Dentro da Estação, existem algumas quedas d’águas, mas, para não colocar em risco o ecossistema, que nessas áreas é muito frágil, esses locais não são acessíveis aos visitantes.

O local possui infraestrutura muito agradável para se conhecer, dispondo de museu, local para exposições e palestras, trilhas no interior da mata, cachoeiras e lagos naturais e contato direto com a natureza e os animais no seu estado selvagem, além de hospedaria que acomoda grupos de estudantes e pesquisadores.